# Placówka Straży Celnej „Zduny”

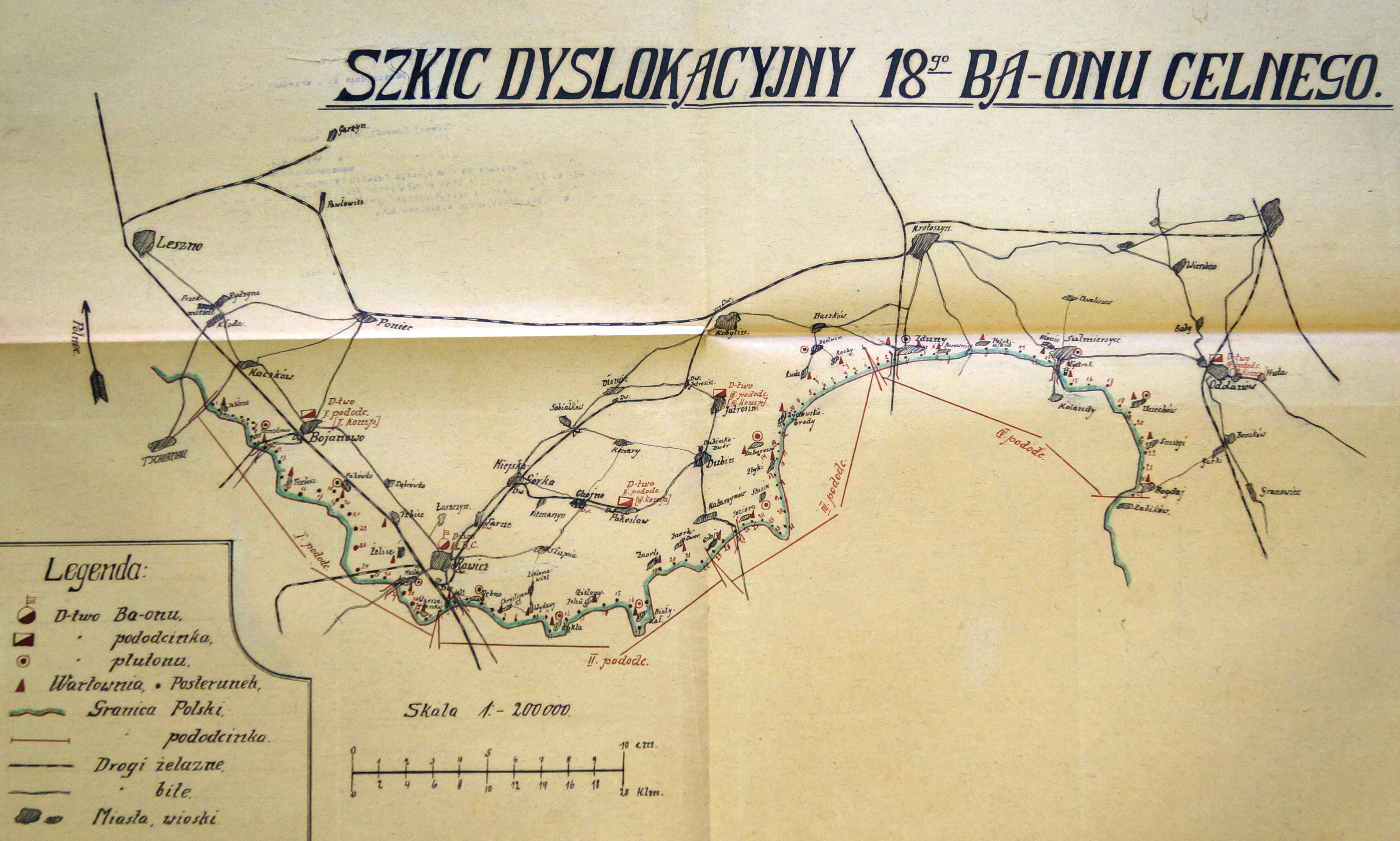
Szkic rozmieszczenia 18 batalionu celnego „Rawicz”

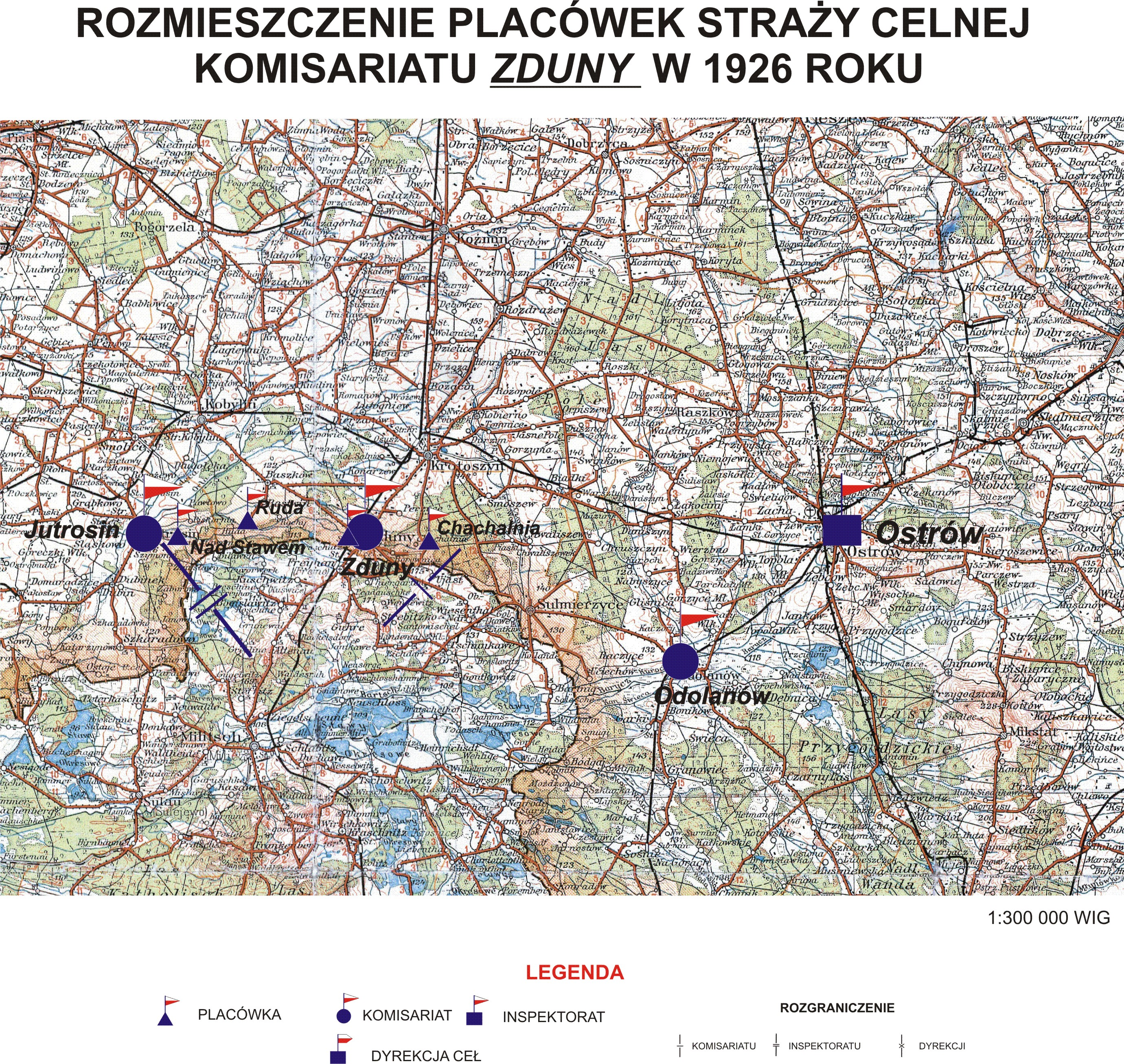
Rozmieszczenie placówek Straży Celnej Komisariatu Zduny

Placówka Straży Celnej „Zduny” – jednostka organizacyjna Straży Celnej pełniąca w okresie międzywojennym służbę ochronną na granicy polsko-niemieckiej.

## Formowanie i zmiany organizacyjne
Na wniosek Ministerstwa Skarbu, uchwałą z 10 marca 1920 roku, powołano do życia Straż Celną. Jednostki Straży Celnej rozpoczęły przejmowanie odcinków granicy od pododdziałów Batalionów Celnych. W 1921 roku w Odolanowie stacjonował sztab 2 kompanii 18 batalionu celnego. 2 kompania celna wystawiła między innymi placówkę w Zdunach. Proces tworzenia Straży Celnej trwał do końca 1922 roku. Placówka Straży Celnej „Zduny” weszła w podporządkowanie komisariatu Straży Celnej „Zduny” z Inspektoratu SC „Ostrów”.
W drugiej połowie 1927 roku przystąpiono do gruntownej reorganizacji Straży Celnej. W praktyce skutkowało to rozwiązaniem tej formacji granicznej. Ochronę północnej, zachodniej i południowej granicy państwa przejęła powołana z dniem 2 kwietnia 1928 roku Straż Graniczna.
Rozkazem nr 3 z 25 kwietnia 1928 roku w sprawie organizacji Wielkopolskiego Inspektoratu Okręgowego dowódca Straży Granicznej gen. bryg. Stefan Pasławski powołał komisariat Straży Granicznej „Krotoszyn”. Placówka Straży Granicznej I linii „Zduny” znalazła się w jego strukturze.

## Funkcjonariusze placówki
Kierownicy placówki
| stopień    | imię i nazwisko, numer | okres pełnienia służby | kolejne stanowisko |
| ---------- | ---------------------- | ---------------------- | ------------------ |
| przodownik | Józef Pawlak (1553)    | był w 1926             |                    |

Obsada personalna placówki w 1926:
- przodownik Józef Pawlak (1553)
- starszy strażnik Szymon Kwiatkowski (1536)
- starszy strażnik Józef Golik (506)
- starszy Ignacy Adamek (534)
- strażnik Michał Menesiak (713)
- strażnik Franciszek Staroń (863)
- strażnik Stanisław Rogala (1191)
- strażnik Jan Gumienny (2298)
- strażnik Seweryn Kosiński (1397)
- strażnik Wawrzyn Michalak (1440)
- strażnik Ludwik Kuklisz (2953)
- strażnik Wacław Rachuta (1453)
- strażnik Jan Kierzek (1137)
- strażnik Stefan Kempski (583)
- strażnik Leon Nowakowski (3009)
- strażnik Franciszek Karkola (147)